# Ville étrangère
Ville étrangère est un film français réalisé par Didier Goldschmidt, sorti en 1988.

## Fiche technique
- Titre : Ville étrangère
- Réalisation : Didier Goldschmidt
- Scénario : Didier Goldschmidt et Jérôme Tonnerre, d'après le roman Die Stunde der wahren Empfindung de Peter Handke
- Photographie : Denis Lenoir
- Son : Éric Devulder, Philippe Lioret et Jean-Paul Loublier
- Décors : François-Renaud Labarthe
- Musique : Dimitri Chostakovitch
- Montage : Isabelle Dedieu
- Société de production : Les Films Plain Chant - La Sept
- Pays d'origine :  France
- Durée : 100 minutes
- Date de sortie : 1er juin 1988

## Distribution
- Niels Arestrup
- Anne Wiazemsky
- Isabel Otero
- Roland Bertin
- Christiane Cohendy
- Hans Meyer
- Nathalie Jeannet
- Jean Bollery
- Béatrice Masson